# Мінченій-де-Сус
Мінченій-де-Сус (рум. Mincenii de Sus) — село у Резинському районі Молдови. Входить до складу комуни, адміністративним центром якої є село Мінченій-де-Жос.

## Населення
За даними перепису населення 2004 року у селі проживали 386 осіб.
Національний склад населення села:
| Національність   | Кількість осіб | Відсоток   |
| ---------------- | -------------- | ---------- |
| молдавани румуни | 379 2          | 98,2% 0,5% |
| українці         | 3              | 0,8%       |
| росіяни          | 1              | 0,3%       |
| гагаузи          | 1              | 0,3%       |
| Всього           | 386            | 100%       |